# Paryż-Nicea 2012
70. edycja wyścigu kolarskiego Paryż-Nicea odbyła się w dniach 4-11 marca 2012 roku. Trasa liczyła osiem etapów, o łącznym dystansie 1153 km. Wyścig ten figuruje w rankingu światowym UCI World Tour 2012.
W wyścigu startowało dwóch Polaków: Sylwester Szmyd z grupy Liquigas-Cannondale, który ukończył wyścig na 49. miejscu, oraz Jarosław Marycz z grupy Team Saxo Bank, który dojechał do mety na ostatnim 138. miejscu.

## Uczestnicy
Na starcie wyścigu stanęły dwadzieścia dwie drużyny. Wśród nich znalazło się osiemnaście ekip UCI World Tour 2012 oraz cztery inne zaproszone przez organizatorów. Każda z drużyn wystawiła po ośmiu kolarzy, dzięki czemu w całym wyścigu wystartowało 176 zawodników. 
Lista drużyn uczestniczących w wyścigu:
| Numery  | Kod | Drużyna                 |
| ------- | --- | ----------------------- |
| 1-8     | OPQ | Omega Pharma-Quick Step |
| 11-18   | RNT | RadioShack-Nissan       |
| 21-28   | SKY | Sky Procycling          |
| 31-38   | MOV | Movistar Team           |
| 41-48   | GEC | GreenEDGE Cycling       |
| 51-58   | COF | Cofidis                 |
| 61-68   | EUS | Euskaltel-Euskadi       |
| 71-78   | ALM | Ag2r-La Mondiale        |
| 81-88   | AST | Pro Team Astana         |
| 91-98   | RAB | Rabobank                |
| 101-108 | VCD | Vacansoleil-DCM         |

| Numery  | Kod | Drużyna             |
| ------- | --- | ------------------- |
| 111-118 | LAM | Lampre-ISD          |
| 121-128 | EUC | Team Europcar       |
| 131-138 | SAX | Team Saxo Bank      |
| 141-148 | FDJ | FDJ-BigMat          |
| 151-158 | GRM | Garmin-Barracuda    |
| 161-168 | BMC | BMC Racing Team     |
| 171-178 | KAT | Team Katusha        |
| 181-188 | LIQ | Liquigas-Cannondale |
| 191-198 | LTB | Lotto-Belisol       |
| 201-208 | SAU | Saur-Sojasun        |
| 211-218 | PRO | Project 1t4i        |

## Etapy
| Etap | Data     | Start - Meta                                     | km      | Typ | Zwycięzca etapu    | Lider           |
| ---- | -------- | ------------------------------------------------ | ------- | --- | ------------------ | --------------- |
| 1.   | 4 marca  | Dampierre-en-Yvelines > Saint-Rémy-lès-Chevreuse | 9.4 ITT |     | Gustav Larsson     | Gustav Larsson  |
| 2.   | 5 marca  | Mantes-la-Jolie > Orlean                         | 185.5   |     | Tom Boonen         | Bradley Wiggins |
| 3.   | 6 marca  | Vierzon > Le Lac de Vassivière                   | 194     |     | Alejandro Valverde | Bradley Wiggins |
| 4.   | 7 marca  | Brive-la-Gaillarde > Rodez                       | 178     |     | Gianni Meersman    | Bradley Wiggins |
| 5.   | 8 marca  | Onet-le-Château > Mende                          | 178.5   |     | Lieuwe Westra      | Bradley Wiggins |
| 6.   | 9 marca  | Suze-la-Rousse > Sisteron                        | 178.5   |     | Luis León Sánchez  | Bradley Wiggins |
| 7.   | 10 marca | Sisteron > Nicea                                 | 219.5   |     | Thomas De Gendt    | Bradley Wiggins |
| 8.   | 13 marca | Nicea > Col d'Èze                                | 9.6 ITT |     | Bradley Wiggins    | Bradley Wiggins |

### Etap 1 - 04.03: Dampierre-en-Yvelines > Saint-Rémy-lès-Chevreuse, 9,4 km
| #   | Zawodnik        | Zespół | Czas     |
| --- | --------------- | ------ | -------- |
| 1   | Gustav Larsson  | VCD    | 11' 19"  |
| 2   | Bradley Wiggins | SKY    | + 1"     |
| 3   | Levi Leipheimer | OPQ    | + 4"     |
|     |                 |        |          |
| 37  | Jarosław Marycz | SAX    | + 28"    |
| 163 | Sylwester Szmyd | LIQ    | + 1' 18" |

| #   | Zawodnik        | Zespół | Czas     |
| --- | --------------- | ------ | -------- |
| 1   | Gustav Larsson  | VCD    | 11' 19"  |
| 2   | Bradley Wiggins | SKY    | + 1"     |
| 3   | Levi Leipheimer | OPQ    | + 4"     |
|     |                 |        |          |
| 37  | Jarosław Marycz | SAX    | + 28"    |
| 163 | Sylwester Szmyd | LIQ    | + 1' 18" |

### Etap 2 - 05.03: Mantes-la-Jolie > Orléans, 185,5 km
| #   | Zawodnik           | Zespół | Czas       |
| --- | ------------------ | ------ | ---------- |
| 1   | Tom Boonen         | OPQ    | 4h 22' 15" |
| 2   | José Joaquín Rojas | MOV    | + 0"       |
| 3   | John Degenkolb     | PRO    | + 0"       |
|     |                    |        |            |
| 115 | Sylwester Szmyd    | LIQ    | + 10' 58"  |
| 169 | Jarosław Marycz    | SAX    | + 10' 58"  |

| #   | Zawodnik        | Zespół | Czas       |
| --- | --------------- | ------ | ---------- |
| 1   | Bradley Wiggins | SKY    | 4h 33' 32" |
| 2   | Levi Leipheimer | OPQ    | + 6"       |
| 3   | Tom Boonen      | OPQ    | + 7"       |
|     |                 |        |            |
| 113 | Jarosław Marycz | SAX    | + 11' 28"  |
| 167 | Sylwester Szmyd | LIQ    | + 12' 18"  |

### Etap 3 - 06.03: Vierzon > Le Lac de Vassivière, 194 km
| #   | Zawodnik           | Zespół | Czas       |
| --- | ------------------ | ------ | ---------- |
| 1   | Alejandro Valverde | MOV    | 4h 36' 19" |
| 2   | Simon Gerrans      | GEC    | + 0"       |
| 3   | Gianni Meersman    | LTB    | + 0"       |
|     |                    |        |            |
| 44  | Sylwester Szmyd    | LIQ    | + 0"       |
| 167 | Jarosław Marycz    | SAX    | + 14' 18"  |

| #   | Zawodnik           | Zespół | Czas       |
| --- | ------------------ | ------ | ---------- |
| 1   | Bradley Wiggins    | SKY    | 9h 09' 51" |
| 2   | Levi Leipheimer    | OPQ    | + 6"       |
| 3   | Tejay van Garderen | BMC    | + 11"      |
|     |                    |        |            |
| 124 | Sylwester Szmyd    | LIQ    | + 12' 18"  |
| 169 | Jarosław Marycz    | SAX    | + 25' 46"  |

### Etap 4 - 07.03: Brive-la-Gaillarde > Rodez, 178 km
| #   | Zawodnik        | Zespół | Czas      |
| --- | --------------- | ------ | --------- |
| 1   | Gianni Meersman | LBT    | 4h 21' 01 |
| 2   | Grega Bole      | LAM    | + 0"      |
| 3   | Lieuwe Westra   | VCD    | + 0"      |
|     |                 |        |           |
| 60  | Sylwester Szmyd | LIQ    | + 39"     |
| 153 | Jarosław Marycz | SAX    | + 13' 21" |

| #   | Zawodnik           | Zespół | Czas        |
| --- | ------------------ | ------ | ----------- |
| 1   | Bradley Wiggins    | SKY    | 13h 30' 52" |
| 2   | Levi Leipheimer    | OPQ    | + 6"        |
| 3   | Tejay van Garderen | BMC    | + 11"       |
|     |                    |        |             |
| 88  | Sylwester Szmyd    | LIQ    | + 12' 57"   |
| 166 | Jarosław Marycz    | SAX    | + 39' 07"   |

### Etap 5 - 08.03: Onet-le-Château > Mende, 178,5 km
| #   | Zawodnik           | Zespół | Czas       |
| --- | ------------------ | ------ | ---------- |
| 1   | Lieuwe Westra      | VCD    | 4h 52' 46" |
| 2   | Alejandro Valverde | MOV    | + 6"       |
| 3   | Bradley Wiggins    | SKY    | + 6"       |
|     |                    |        |            |
| 8   | Sylwester Szmyd    | LIQ    | + 24"      |
| 125 | Jarosław Marycz    | SAX    | + 18' 26"  |

| #   | Zawodnik        | Zespół | Czas        |
| --- | --------------- | ------ | ----------- |
| 1   | Bradley Wiggins | SKY    | 18h 23' 40" |
| 2   | Lieuwe Westra   | VCD    | + 6"        |
| 3   | Levi Leipheimer | OPQ    | + 10"       |
|     |                 |        |             |
| 63  | Sylwester Szmyd | LIQ    | + 13' 19"   |
| 163 | Jarosław Marycz | SAX    | + 57' 31"   |

### Etap 6 - 09.03: Suze-la-Rousse > Sisteron, 178,5 km
| #   | Zawodnik          | Zespół | Czas       |
| --- | ----------------- | ------ | ---------- |
| 1   | Luis León Sánchez | RAB    | 4h 07' 58" |
| 2   | Jens Voigt        | RNT    | + 0"       |
| 3   | Heinrich Haussler | GRM    | + 14"      |
|     |                   |        |            |
| 84  | Sylwester Szmyd   | LIQ    | + 14"      |
| 153 | Jarosław Marycz   | SAX    | + 18' 18"  |

| #   | Zawodnik        | Zespół | Czas         |
| --- | --------------- | ------ | ------------ |
| 1   | Bradley Wiggins | SKY    | 22h 31' 52"  |
| 2   | Lieuwe Westra   | VCD    | + 6"         |
| 3   | Levi Leipheimer | OPQ    | + 10"        |
|     |                 |        |              |
| 55  | Sylwester Szmyd | LIQ    | + 13' 19"    |
| 156 | Jarosław Marycz | SAX    | + 1h 15' 35" |

### Etap 7 - 10.03: Sisteron > Nicea, 219,5 km
| #   | Zawodnik        | Zespół | Czas       |
| --- | --------------- | ------ | ---------- |
| 1   | Thomas De Gendt | VCD    | 5h 11' 48" |
| 2   | Rein Taaramäe   | COF    | + 6' 18"   |
| 3   | John Degenkolb  | PRO    | + 9' 24"   |
|     |                 |        |            |
| 89  | Sylwester Szmyd | LIQ    | + 09' 24"  |
| 123 | Jarosław Marycz | SAX    | + 12' 42"  |

| #   | Zawodnik           | Zespół | Czas         |
| --- | ------------------ | ------ | ------------ |
| 1   | Bradley Wiggins    | SKY    | 27h 53' 04"  |
| 2   | Lieuwe Westra      | VCD    | + 6"         |
| 3   | Alejandro Valverde | MOV    | + 18"        |
|     |                    |        |              |
| 54  | Sylwester Szmyd    | LIQ    | + 13' 19"    |
| 145 | Jarosław Marycz    | SAX    | + 1h 18' 53" |

### Etap 8 - 11.03: Nicea > Col d'Èze, 9,6 km
| #   | Zawodnik               | Zespół | Czas      |
| --- | ---------------------- | ------ | --------- |
| 1   | Bradley Wiggins        | SKY    | 19' 12"   |
| 2   | Lieuwe Westra          | VCD    | + 2"      |
| 3   | Jean-Christophe Péraud | ALM    | + 33"     |
|     |                        |        |           |
| 13  | Sylwester Szmyd        | LIQ    | + 01' 15" |
| 120 | Jarosław Marycz        | SAX    | + 04' 20" |

| #   | Zawodnik           | Zespół | Czas         |
| --- | ------------------ | ------ | ------------ |
| 1   | Bradley Wiggins    | SKY    | 28h 12' 16"  |
| 2   | Lieuwe Westra      | VCD    | + 6"         |
| 3   | Alejandro Valverde | MOV    | + 01' 10"    |
|     |                    |        |              |
| 49  | Sylwester Szmyd    | LIQ    | + 14' 34"    |
| 138 | Jarosław Marycz    | SAX    | + 1h 23' 13" |

## Liderzy klasyfikacji po etapach
| Etap                 | Zwycięzca            | Klasyfikacja generalna | Klasyfikacja punktowa | Klasyfikacja górska | Klasyfikacja młodzieżowa | Klasyfikacja drużynowa  |
| -------------------- | -------------------- | ---------------------- | --------------------- | ------------------- | ------------------------ | ----------------------- |
| 1                    | Gustav Larsson       | Gustav Larsson         | Gustav Larsson        | Thomas De Gendt     | Tejay van Garderen       | Omega Pharma-Quick Step |
| 2                    | Tom Boonen           | Bradley Wiggins        | Tom Boonen            | Thomas De Gendt     | Tejay van Garderen       | Omega Pharma-Quick Step |
| 3                    | Alejandro Valverde   | Bradley Wiggins        | Alejandro Valverde    | Thomas De Gendt     | Tejay van Garderen       | Omega Pharma-Quick Step |
| 4                    | Gianni Meersman      | Bradley Wiggins        | Alejandro Valverde    | Luis Ángel Maté     | Tejay van Garderen       | Omega Pharma-Quick Step |
| 5                    | Lieuwe Westra        | Bradley Wiggins        | Alejandro Valverde    | Frederik Veuchelen  | Tejay van Garderen       | Omega Pharma-Quick Step |
| 6                    | Luis León Sánchez    | Bradley Wiggins        | Alejandro Valverde    | Frederik Veuchelen  | Tejay van Garderen       | Omega Pharma-Quick Step |
| 7                    | Thomas De Gendt      | Bradley Wiggins        | Alejandro Valverde    | Frederik Veuchelen  | Tejay van Garderen       | Vacansoleil-DCM         |
| 8                    | Bradley Wiggins      | Bradley Wiggins        | Bradley Wiggins       | Frederik Veuchelen  | Tejay van Garderen       | Vacansoleil-DCM         |
| Klasyfikacja końcowa | Klasyfikacja końcowa | Bradley Wiggins        | Bradley Wiggins       | Frederik Veuchelen  | Tejay van Garderen       | Vacansoleil-DCM         |

## Końcowa klasyfikacja generalna
| M-ce | Imię i nazwisko    | Kraj              | Drużyna                 | Czas        |
| ---- | ------------------ | ----------------- | ----------------------- | ----------- |
| 1.   | Bradley Wiggins    | Wielka Brytania   | Sky Procycling          | 28h 12' 16" |
| 2.   | Lieuwe Westra      | Holandia          | Vacansoleil-DCM         | + 08"       |
| 3.   | Alejandro Valverde | Hiszpania         | Movistar Team           | + 01' 10"   |
| 4.   | Simon Špilak       | Słowenia          | Team Katusha            | + 01' 24"   |
| 5.   | Tejay van Garderen | Stany Zjednoczone | BMC Racing Team         | + 01' 54"   |
| 6.   | Arnold Jeannesson  | Francja           | FDJ-BigMat              | + 02' 13"   |
| 7.   | Maxime Monfort     | Belgia            | RadioShack-Nissan       | + 02' 21"   |
| 8.   | Sylvain Chavanel   | Francja           | Omega Pharma-Quick Step | + 02' 42"   |
| 9.   | Robert Kiserlovski | Chorwacja         | Pro Team Astana         | + 03' 30"   |
| 10.  | Ángel Vicioso      | Hiszpania         | Team Katusha            | + 03' 59"   |